# おーしゃんうえすと
おーしゃんうえすとは、オーシャントランスが運航するフェリー。

## 概要
旧オーシャンフェリー時代の船舶「第十一伊豆」に代わり東京港 - 徳島港 - 新門司港（北九州市）航路に1991年に就航。1996年から2015年まで設備の多い当船と同型船おーしゃんいーすとを｢スタンダードフェリー」、合理化型のおーしゃんさうす・おーしゃんのーすを「カジュアルフェリー」として、船型を交互に変えて運航していた。
2013年10月16日に新造船投入が発表され、2016年5月にフェリーしまんとが就航したのに伴い、本船は同年6月11日の新門司港到着をもって引退し、スタンダードフェリーのサービスを終了した。なお、6月9日の東京港発の最終便は無人航送で運航された。

### 航路
オーシャン東九フェリー
- 東京港（東京港フェリーターミナル） - 徳島港 - 新門司港

## 船内
5階・B甲板
- エントランスホール
- 売店・案内所
- ロッカー
- 自動販売機コーナー「スナックコーナー」
- レストラン（2008年よりフードスクエアとしてイートインスペース利用、また一部時間帯に「うどんコーナー」のサービス名でうどんを中心とした軽食の提供に簡略化。）
- 2等室（8室・和室 8名×4室、27名×2室、18名×2室）
- ドライバーズルーム（10名1室・洋室）
- 1等洋室（2名・2室）
- 1等和室（3名・2室）
- ラウンジ

6階・A甲板
- ロビー・TVコーナー
- ゲームルーム
- 麻雀ルーム
- 展望風呂
- ミーティングルーム（2等室・29名）
- 自動販売機コーナー
- 1等洋室（5名・16室）
- 1等和室（5名・2室）
- 1等浴室
- 特等洋室（2名×2室）

7階・航海甲板
- 特等洋室（2名×4室）
- イベントホール（2等室・128名）

## 事故・インシデント

### 貨物船との衝突
1992年7月8日、4時9分ごろ、徳島港から東京港へ向かっていた本船は、浦賀水道航路を北航中、東京湾海上交通センターの東方3,280mの航路屈曲部で、同航路を同じく北航していた貨物船第八泊洋丸と衝突した。本船の左舷船尾部に第八泊洋丸の船首が後方から46度の角度で衝突し、本船は左舷後部、第八泊洋丸は右舷船首部の外板に凹損を生じた。事故原因は、航路屈曲部で左転した本船が、左舷側を並航する第八泊洋丸と衝突の恐れが生じた際に注意喚起信号を行わず、衝突回避措置をとらなかったこと、第八泊洋丸が動静監視不十分で、衝突回避措置をとらなかったこと、とされた。

### 作業船との衝突
2003年2月5日、9時16分ごろ、新門司港から徳島港へ向かっていた本船は、徳島港に通じる掘り下げ水路で水質調査を行っていた作業船幸進丸と衝突した。本船の左舷船尾に幸進丸の右舷船尾が後方から20度の角度で衝突し、本船は左舷船尾の外板に擦過傷、幸進丸は右舷のブルワークに亀裂を生じた。事故原因は、雑種船である幸進丸が本船の進路を避けなかったことで発生したが、本船が衝突回避措置をとらなかったことも一因とされた。